# Юсупов, Борис Григорьевич
Князь Борис Григорьевич Юсупов (18 (28) июля 1695 — 26 февраля (9 марта) 1759) — московский (1740—1741) и петербургский (1749—1750) губернатор, действительный тайный советник (с 1740), камергер.

## Биография
Сын князя Григория Дмитриевича Юсупова (1676—1730) и его супруги Анны Никитичны Львовой, урождённой Акинфовой (ум. 1735).
С 1717 года по воле Петра I в числе двадцати юношей из богатых семей обучался в Тулонском училище гардемаринов (Франция). Вернувшись в Россию, участвовал в реформах правительственного аппарата, проводимых Петром I.
В 1730 г. пожалован в действительные камергеры. 26 июля 1736 года назначен к присутствованию в Сенате; в 1737 г. — член особого генерального суда для рассмотрения поступков и виновности сенатора князя Д. M. Голицына.
В 1738—1740 гг. — московский вице-губернатор. Управляя делами московской губернской канцелярии, с 1739 г. одновременно дважды в неделю присутствовал в Московской сенатской конторе. Представил программу преобразований в Московской губернии, которая после рассмотрении в Сенате была одобрена Кабинетом и удостоилась Высочайшего утверждения; предложил, в частности, провести перепись стрелецких и слободских земель, отдать на откуп мосты, назначить в Москве коменданта и пр.
В 1740 г. пожалован в тайные советники и назначен московским губернатором. Занимал этот пост до вступления на престол Елизаветы Петровны.
С 1741 г. — президент Государственной Коммерц-коллегии, с 1742 г. — директор Ладожского канала. Внёс в Сенат предложения о необходимости осмотра водных сообщений с целью проложения новых путей, указывал на необходимость соединения Ладожского канала с Волгой и Окой.
В 1744 и 1748 гг., по случаю переезда императрицы Елизаветы Петровны из Петербурга в Москву, был назначен в Санкт-Петербургскую сенатскую контору.
В 1749 г. — генерал-губернатор Петербурга.
В 1750 г. назначен к присутствованию в Правительствующем сенате и одновременно — главным директором Сухопутного шляхетского корпуса. Улучшил содержание кадетов и порядок в преподавании наук; учредил при корпусе типографию для печатания учебных книг и карт; поощрял кадетов в их первых постановках пьес Сумарокова.
С 1754 г. владел крупнейшей суконной фабрикой в Российской империи (в Ряшках), которая снабжала своей продукцией почти всю русскую армию; для улучшения качества сукна выписывал голландских баранов и овец, пригласил в Россию опытного мастера, который обязан был обучать этому делу людей князя.
В 1759 г. подал в отставку по болезни и через одиннадцать дней скончался. Похоронен в Лазаревской церкви Александро-Невской лавры в Санкт-Петербурге.

## Брак и дети
Жена — Ирина Михайловна Зиновьева (1718—1788), дочь богатого стольника. Дети:
- Александра (1743—1791) — супруга генерала И. М. Измайлова; мать «ночной княгини» Голицыной. Родилась 24 мая 1743 года и крещена 29 мая того же года в церкви Вознесения Господня при Адмиралтейских слободах в Санкт-Петербурге. Крёстными были «Ея Императорское Величество всемилостивейшая Государыня Елизавет[а] Петровна с Его Императорским Высочеством Государем и Великим Князем Петром Феодоровичем» (ЦГИА СПб. ф.19. оп.111. д.14 л.91 запись 157).
- Елизавета (27.4.1745 — 29.8.1770) — супруга князя Андрея Михайловича Голицына; у них сын Борис.
- Евдокия (16.5.1747 — 1780) — вторая супруга Петра Бирона, герцога Курляндского.
- Сергей (родился 2.6.1748 г. / крещён 4.6.1748 г. в Петербурге) (ЦГИА СПб. ф.19. оп.111. д.24 л.145 запись 128)
- Анна (1749—1772) — с 1771 г. супруга камергера Григория Григорьевича Протасова (ум. 1784).
- Николай (1751—1831) — знаменитый сановник и меценат.

## Награды
- Орден Андрея Первозванного (1751).